# Rudolf III av Burgund
Rudolf III av Burgund, född runt år 966, död den 5 eller 6 september 1032 och begravd i Lausanne, var kung av Burgund från år 993 till sin död.
Rudolf var son till kung Konrad III av Burgund och Matilda av Frankrike, dotter till den västfrankiske kungen Ludvig IV. Han var gift två gånger, med Agiltrud och Irmingard men hade inga överlevande barn. 

## Biografi
Under Rudolfs regeringstid försvagades kungamakten till förmån för vasallerna. I realiteten styrde han endast över nuvarande västra Schweiz. Han försökte stärka sin makt genom att söka kyrkans stöd. Kort före sin död förordnade han att kungariket Burgund skulle inordnas i Tysk-romerska riket, vilket också skedde genom kejsaren Konrad II.